# Пац, Христофор Сигизмунд
Христофор Сигизмунд Пац (пол. Krzysztof Zygmunt Pac; 1621— 10 января 1684) — военный и государственный деятель Великого княжества Литовского, великий хорунжий литовский (1646—1656), великий подканцлер литовский (1656—1658), канцлер Великого княжества Литовского (1658—1684), староста ковенский и пинский. Происходил из рода Пацев, одного из наиболее влиятельных литовских родов Речи Посполитой. Был сыном Стефана Паца (1587—1640), подканцлера Великого княжества Литовского, и двоюродным братом великого гетмана литовского Михаила Казимира Паца.

## Биография
В молодости Пац был послан для обучения за границу, учился в Кракове, Падуе и Перудже. В этот период у него возникла любовь к Италии и слабость к итальянской культуре. Вернувшись в Литву, Пац начал карьеру в королевском правительстве. После того, как он несколько лет возглавлял брестский сейм, Пац был назначен вице-канцлером Великого княжества. В 1658 году последовало его повышение на должность канцлера Литвы. В этой должности он был ответственен за внешнюю политику Речи Посполитой, в то время как государство вело войну с Россией и со Швецией. В течение своей политической карьеры он смог добиться, чтобы каждый третий сейм проходил в Литве.

## Семья
В 1654 г. Христофор Сигизмунд Пац женился на французской дворянке Кларе Изабелле де Мэйли, придворной даме польской королевы Марии Луизы Гонзаго, жены Яна Казимира Вазы. У них родился один сын, который умер в возрасте восьми лет.